# Humble (canción)
«Humble» (estilizado como «HUMBLE.») —en español: «Humilde»— es una canción del rapero estadounidense Kendrick Lamar. Fue lanzado el 30 de marzo de 2017, por Top Dawg Entertainment, Aftermath Entertainment e Interscope Records. La canción, escrita por Kendrick y Mike Will Made It y producida por este último, fue atendida a la radio contemporánea rítmica como el sencillo principal del cuarto álbum de Kendrick, Damn, lanzado el 14 de abril de 2017. El sencillo se convirtió en el segundo sencillo número uno de Kenrick en Billboard Hot 100 de Estados Unidos después de «Bad Blood» y su primera como artista principal.

## Video musical
El acompañamiento de la canción video musical fue lanzado el 30 de marzo de 2017 en la cuenta de Vevo de Kendrick Lamar. El video fue dirigido por Dave Meyers y The Little Homies. El video comienza con Lamar vestida como el Papa en una capa, la escena luego muestra a Lamar en todo negro acostado sobre una mesa de dinero, «ignorante» disparando montones de billetes de un cañón en efectivo. También cuenta con una recreación de la pintura del siglo XV de Leonardo da Vinci, La Última Cena. Lamar se sienta en la silla de Jesús mientras sus discípulos «desgraciadamente» se deshacen de vino y pan. También se ve saliendo en la parte superior de un coche, pasando la mostaza entre los coches imitando a un comercial de Grey Poupon y en un momento la parte superior de su cabeza está en llamas. Aparecen en el video, junto con otros miembros de TDE, el rapero Jay Rock y el productor Sounwave.
Revisando el video musical, El editor de Billboard Brad Wete pensó que «es un ejercicio conmovedor en la ironía y también está lleno de mensajería que podría ser percibida como anti-conformista». Concluyó diciendo: «Sus raps son sin filtro, él lo dice como es, así que no es de extrañar que este video dinámico sea esencialmente lo que Lamar es como artista: equilibrado con un mensaje claro». Althea Legaspi de Rolling Stone lo describió como «ricamente simbólico». Para Harriet Gibson de The Guardian, «el brillante video cinematográfico, Con su lente de ojo de pez y estilización de dibujos animados, recuerda clásico Hype Williams, y lleva al espectador a través de estos pasajes de asignación, dando cuerpo a las ideas de Kendrick. Ser considerado su creación más grande, pero claramente establece un estado de ánimo de intención». Matt Miller de Esquire, opinó sobre la videografía del rapero: «en los últimos años, Kendrick Lamar ha revivido el video musical como una poderosa forma de comentario social».
«Humble» fue nominado para ocho categorías en el MTV Video Music Awards 2017, incluyendo Video del Año.

## Remixes
Muchos remixes se han hecho, incluyendo por el cantante Ne-Yo, lanzado el 3 de mayo de 2017.

## Posicionamiento en listas
| Listas (2017)                               | Mejor posición |
| ------------------------------------------- | -------------- |
| Australia (ARIA)                            | 2              |
| Australia Urban (ARIA)                      | 1              |
| Austria (Ö3 Austria Top 40)                 | 15             |
| Bélgica (Flandes) (Ultratop 50)             | 15             |
| Bélgica (Valonia) (Ultratip Bubbling Under) | 5              |
| Canadá (Canadian Hot 100)                   | 2              |
| República Checa (Singles Digitál Top 100)   | 10             |
| Dinamarca (Tracklisten)                     | 18             |
| Finlandia (OFC)                             | 14             |
| Francia (SNEP)                              | 21             |
| Alemania (Media Control AG)                 | 11             |
| Hungría (Single Top 40)                     | 37             |
| Hungría (Stream Top 40)                     | 8              |
| Irlanda (IRMA)                              | 4              |
| Italia (FIMI)                               | 29             |
| Letonia (Latvijas Top 40)                   | 8              |
| Malasia (RIM)                               | 17             |
| Países Bajos (Dutch Top 40)                 | 25             |
| Países Bajos (Mega Single Top 100)          | 16             |
| Nueva Zelanda (Recorded Music NZ)           | 1              |
| Noruega (VG-lista)                          | 10             |
| Filipinas (Philippine Hot 100)              | 27             |
| Portugal (AFP)                              | 3              |
| Escocia (Scottish Singles Sales Chart)      | 31             |
| Eslovaquia (Singles Digitál Top 100)        | 5              |
| Corea del Sur International Chart (Gaon)    | 36             |
| España (PROMUSICAE)                         | 68             |
| Suecia (Sverigetopplistan)                  | 10             |
| Suiza (Schweizer Hitparade)                 | 17             |
| Reino Unido (UK Singles Chart)              | 6              |
| Reino Unido (UK R&B Chart)                  | 3              |
| Estados Unidos (Billboard Hot 100)          | 1              |
| Estados Unidos (Hot R&B/Hip-Hop Songs)      | 1              |
| Estados Unidos (Mainstream Top 40)          | 26             |
| Estados Unidos (Rhythmic)                   | 1              |

## Historial de lanzamientos
| País           | Fecha               | Formato                     | Discográfica                    | Ref.   |
| -------------- | ------------------- | --------------------------- | ------------------------------- | ------ |
| Mundial        | 30 de marzo de 2017 | Descarga digital            | Top Dawg, Aftermath, Interscope | [ 48 ] |
| Estados Unidos | 4 de abril de 2017  | Radio contemporánea rítmica | Top Dawg, Aftermath, Interscope | [ 5 ]  |
| Estados Unidos | 16 de mayo de 2017  | Contemporary hit radio      | Top Dawg, Aftermath, Interscope | [ 49 ] |